# Michael Sundlöv
Michael Sundlöv (* 11. Oktober 1965) ist ein ehemaliger schwedischer Eishockeytorwart, der in seiner aktiven Karriere unter anderem zwölf Jahre lang für den Brynäs IF in der Elitserien gespielt hat. 

## Karriere
Michael Sundlöv begann seine Karriere als Eishockeyspieler beim Skutskärs SK, für dessen Profimannschaft er in der Saison 1986/87 sein Debüt in der zweitklassigen Division 1 gab. Anschließend erhielt der Torwart einen Vertrag beim Brynäs IF aus der Elitserien, für den er in den folgenden zwölf Jahren ausschließlich auflief. Dabei gewann er in der Saison 1992/93 mit seiner Mannschaft zum ersten und einzigen Mal in seiner Laufbahn die Schwedische Meisterschaft. Zwei Jahre später erreichte Sundlöv erneut mit Brynäs die Finalspiele, unterlag jedoch dem HV71 Jönköping. Beim Gewinn der Meisterschaft 1999 saß er in drei Playoff-Spielen auf der Bank, wurde jedoch nicht eingesetzt. Seine Karriere beendete der Schwede beim Skutskärs SK, bei dem er seine Laufbahn 1986 begonnen hatte. Für das Team stand er bis 2001 in der mittlerweile drittklassigen Division 1 auf dem Eis. 

### International
Für Schweden nahm Sundlöv an der Weltmeisterschaft 1993 sowie den Olympischen Winterspielen 1994 in Lillehammer teil, wobei er beide Male als Ersatztorwart ohne Einsatz blieb.

## Erfolge und Auszeichnungen
- 1993 Schwedischer Meister mit Brynäs IF
- 1993 Schwedisches All-Star-Team
- 1993 Silbermedaille bei der Weltmeisterschaft
- 1994 Goldmedaille bei den Olympischen Winterspielen
- 1995 Schwedischer Vizemeister mit Brynäs IF